# Миланелло
Миланелло (англ. Milanello) — тренировочная база итальянского футбольного клуба «Милан».
Является одной из самых больших и комфортабельных спортивных баз в мире. Строительство началось в 1961 году по проекту архитектора Виани и инженера Кресценти. Спортивный комплекс открылся в 1963 году.
База расположена между городами Карнаго, Кассано-Маньаго и Кайрате в 50 километрах от города Милан. Это живописное место находится на холме высотой около 350 метров, большую часть которого занимает хвойный лес. Также на территории базы расположено озеро.
На базе расположено 6 стандартных футбольных полей, два маленьких поля (35 x 30) и (42 x 24), а также небольшое искусственное поле огороженное сеткой.
Для пробежек и велокросса используется дистанция в 1200 метров, проходящая вокруг небольшого озера в лесу.
В главной части спортивного центра (двух-этажное здание) располагаются офисы и пресс-центр, жилые комнаты первой команды, спортивный зал, конференц-зал, 2 ресторана (для команды и гостей), кухня, бар, бильярдная, сауна и медицинский центр.
На цокольном этаже находятся котельная и прачечная. В отдельном здании расположены жилые комнаты молодёжного состава «Милана».
В 2018, 2020 и 2022 годах были проведены масштабные работы по модернизации и совершенствованию тренировочной базы.